# Pleasant Groves (Alabama)
Pleasant Groves es un pueblo ubicado en el condado de Jackson en el estado estadounidense de Alabama. En el censo de 2000, su población era de 447.

## Demografía
En el 2000 la renta per cápita promedia del hogar era de $33,854, y el ingreso promedio para una familia era de $38,056. El ingreso per cápita para la localidad era de $14,251. Los hombres tenían un ingreso per cápita de $31,705 contra $17,222 para las mujeres.

## Geografía
Pleasant Groves se encuentra ubicado en las coordenadas 34°44′29″N 86°11′26″O / 34.74139, -86.19056 (34.741295, -86.190445)
Según la Oficina del Censo de los EE. UU., la ciudad tiene un área total de 25.31 millas cuadradas (65.55 km²).